# Liste der Autobahnen in Rumänien

Autobahnnetz (Stand Februar 2024)

Diese Liste der Autobahnen in Rumänien gibt einen Überblick über das im Aufbau befindliche Autobahnnetz in Rumänien. Die Gesamtlänge aller Autobahnen (rumänisch Autostrăzi; Singular Autostradă) beträgt 2024 nach Angaben der Nationalen Verwaltung der Verkehrsinfrastruktur „CNAIR“ (Compania Națională de Administrare a Infrastructurii Rutiere) 1161 Kilometer. Zusätzlich befinden sich etwa 545 Autobahnkilometer im Bau. Die Gesamtlänge des geplanten Autobahnnetzes ist noch ungewiss, da zahlreiche Strecken sich noch in Planung befinden und die Streckenlänge daher nicht eindeutig ist.
Für die Benutzung von allen Autobahnen und Nationalstraßen muss eine Vignette (rovinietă) erworben werden.

## Geschichte

Zeichen für die Autobahn

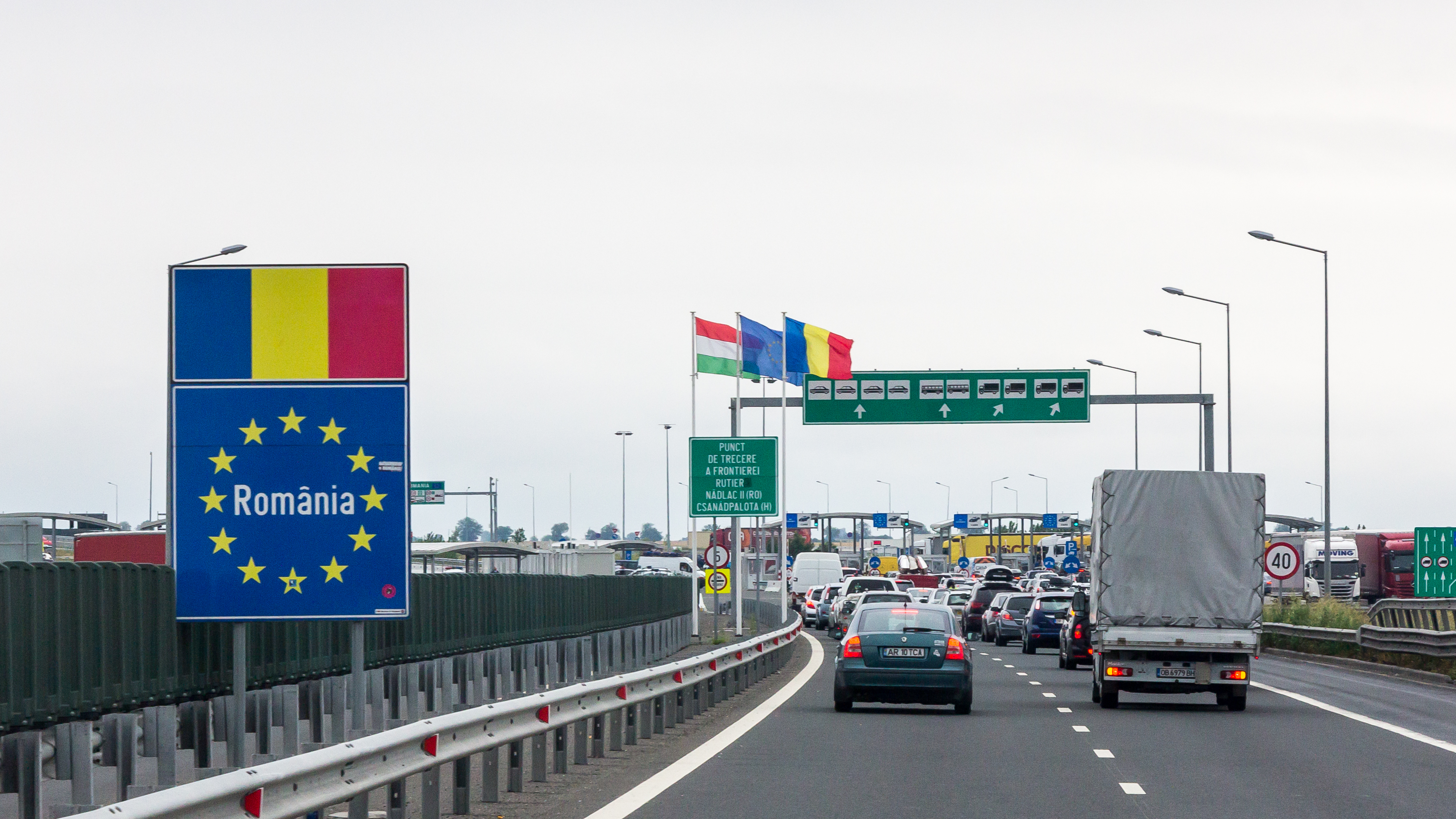
Die A1 am Grenzübergang bei Nădlac

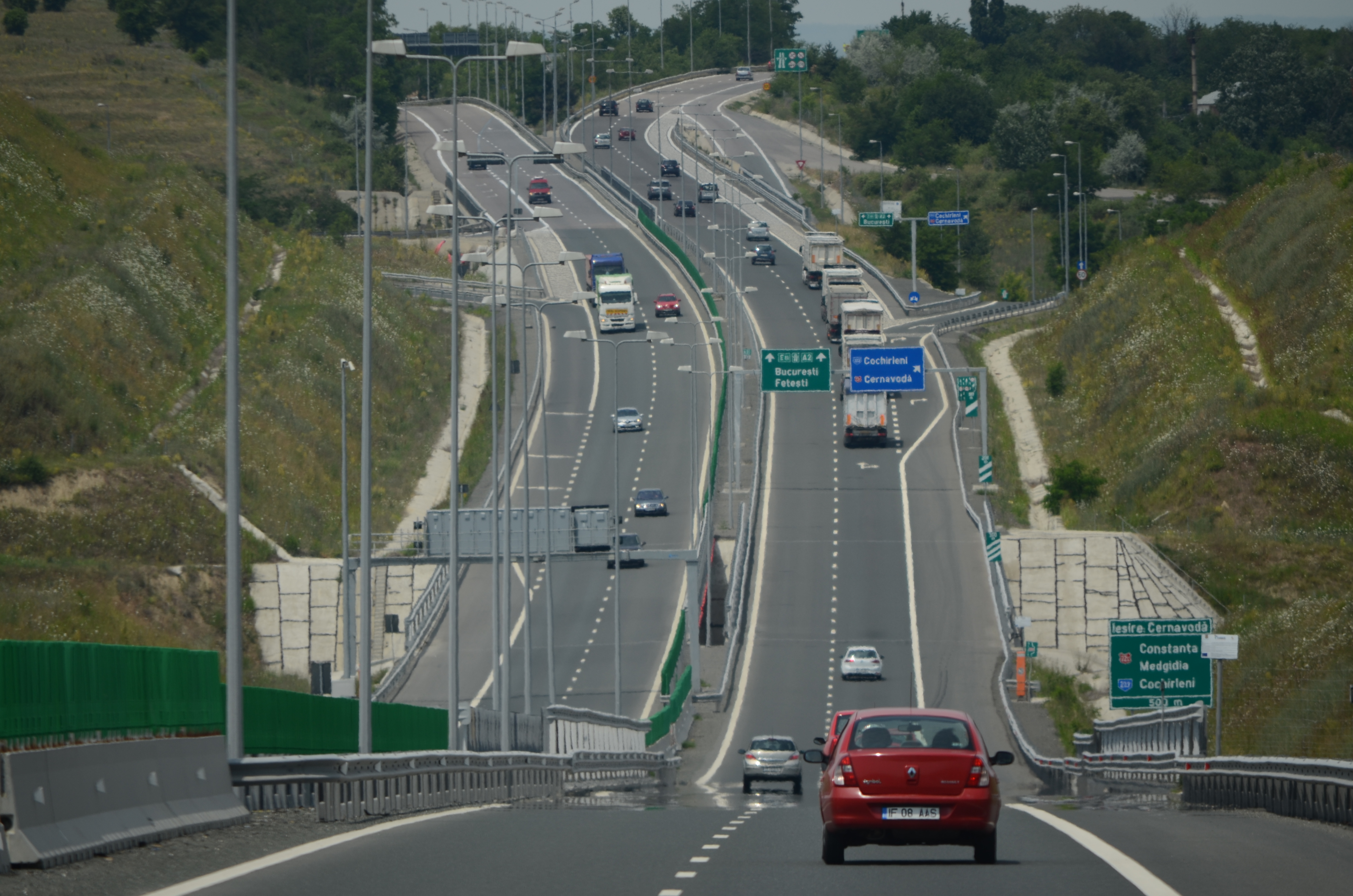
Anschlussstelle auf der A2

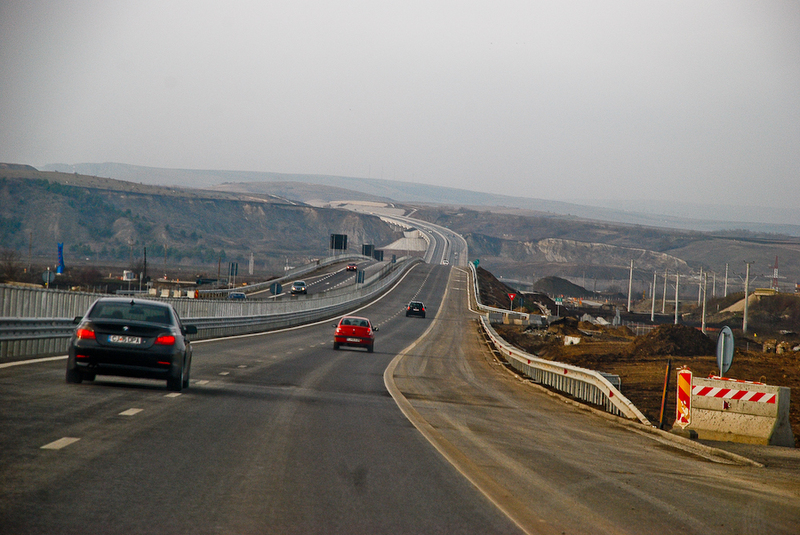
Die A3 zwischen Gilău und Turda

Die erste rumänische Autobahn war die 113 Kilometer lange Strecke von Bukarest bis Pitești, die in den 1960er Jahren erbaut und 2000 erneuert wurde. Die Strecke ist heute Teilstück der A1.
Im Jahre 2007 wurde die Ortsumfahrung Pitești mit einer Länge von 15 km freigegeben. Ende 2010 folgte die Umfahrung von Hermannstadt (Sibiu). Am 29. Juli 2011 wurde der erste Teil der A4 (südliche Umfahrung von Constanța; 7 km) und die halbe Strecke der A2 von Constanța nach Medgidia (19 km) eröffnet.
Die A1 zwischen Arad und Timișoara wurde im Dezember 2011 eingeweiht. Nach der Eröffnung des 82 km langen Abschnitts der A1 von Orăștie bis Hermannstadt im Dezember 2013, wurde das 22 km lange Teilstück von Cunța bis Săliște aufgrund eines Erdrutsches und Fahrbahnrissen am Autobahnviadukt Acilliu gesperrt, und nach etwa einem Jahr Ausbesserungsarbeiten Anfang Oktober 2016 erneut freigegeben. Am 23. Dezember 2015 wurde ein Teilstück (Lot 2) in der Länge von 23 km von Timișoara nach Lugoj freigegeben.
Ende 2015 verzeichnete das Rumänische Institut für Statistik (Institutul Național de Statistică, kurz INS) 64 Kilometer mehr (9,4 %) als 2014. Und nach Angaben des rumänischen Transportministeriums sollen 2016 weitere 245 km fertiggestellt werden, sodass nach dessen Angaben insgesamt 940 Kilometer Autobahn fertiggestellt sein sollten.
In den Jahren 2012 bis 2014 gab es Planungen das rumänische Autobahnnetz an das der Europäischen Union anzuschließen, was am 11. Juli 2015 mit dem Anschluss an die ungarische M43 stattfand. Ursprünglich Mitte 2017 sollte das Teilstück der rumänischen A3 zu Ungarn fertig werden, sodass ein zweiter Anschluss an Ungarn – hier mit der M4 – zusammenführt, eine Fertigstellung des Teilstücks wurde am 4. September 2020 realisiert.
| Fertiggestellte Autobahn- und Schnellstraßenabschnitte | Fertiggestellte Autobahn- und Schnellstraßenabschnitte | Fertiggestellte Autobahn- und Schnellstraßenabschnitte | Fertiggestellte Autobahn- und Schnellstraßenabschnitte | Fertiggestellte Autobahn- und Schnellstraßenabschnitte | Fertiggestellte Autobahn- und Schnellstraßenabschnitte | Fertiggestellte Autobahn- und Schnellstraßenabschnitte | Fertiggestellte Autobahn- und Schnellstraßenabschnitte | Fertiggestellte Autobahn- und Schnellstraßenabschnitte | Fertiggestellte Autobahn- und Schnellstraßenabschnitte | Fertiggestellte Autobahn- und Schnellstraßenabschnitte | Fertiggestellte Autobahn- und Schnellstraßenabschnitte | Fertiggestellte Autobahn- und Schnellstraßenabschnitte | Fertiggestellte Autobahn- und Schnellstraßenabschnitte | Fertiggestellte Autobahn- und Schnellstraßenabschnitte | Fertiggestellte Autobahn- und Schnellstraßenabschnitte | Fertiggestellte Autobahn- und Schnellstraßenabschnitte | Fertiggestellte Autobahn- und Schnellstraßenabschnitte | Fertiggestellte Autobahn- und Schnellstraßenabschnitte | Fertiggestellte Autobahn- und Schnellstraßenabschnitte |
| Jahr                                                   | 1972                                                   | 1987                                                   | 2004                                                   | 2006                                                   | 2009                                                   | 2010                                                   | 2011                                                   | 2012                                                   | 2013                                                   | 2014                                                   | 2016                                                   | 2017                                                   | 2018                                                   | 2019                                                   | 2020                                                   | 2021                                                   | 2022                                                   | 2023                                                   | 2024                                                   |
| ------------------------------------------------------ | ------------------------------------------------------ | ------------------------------------------------------ | ------------------------------------------------------ | ------------------------------------------------------ | ------------------------------------------------------ | ------------------------------------------------------ | ------------------------------------------------------ | ------------------------------------------------------ | ------------------------------------------------------ | ------------------------------------------------------ | ------------------------------------------------------ | ------------------------------------------------------ | ------------------------------------------------------ | ------------------------------------------------------ | ------------------------------------------------------ | ------------------------------------------------------ | ------------------------------------------------------ | ------------------------------------------------------ | ------------------------------------------------------ |
| km fertiggestellt                                      | 96                                                     | 18                                                     | 97                                                     | 50                                                     | 41                                                     | 28                                                     | 69                                                     | 117                                                    | 118                                                    | 49                                                     | 41                                                     | 24                                                     | 47                                                     | 43                                                     | 62                                                     | 38                                                     | 56                                                     | 80                                                     | 210                                                    |
| km insgesamt                                           | 96                                                     | 114                                                    | 211                                                    | 261                                                    | 302                                                    | 330                                                    | 399                                                    | 516                                                    | 634                                                    | 683                                                    | 724                                                    | 748                                                    | 795                                                    | 838                                                    | 900                                                    | 938                                                    | 995                                                    | 1005                                                   | 1295                                                   |

## Planungen

Aktuelle Situation der Autobahnen und Schnellstraßen in Rumänien
fertiggestellt
im Bau
in Ausschreibung
Umweltgenehmigung erteilt
geplant

Im Jahr 2012 sollte an der A1 das Teilstück von Deva bis Orăștie folgen, wurde im Frühjahr 2013 in Betrieb gegeben. Die Arbeiten an den Teilstücken Orăștie – Hermannstadt und Nădlac (ungarische Grenze) – Arad haben begonnen und wurden Ende 2014 bzw. Mitte 2015 abgeschlossen. Zudem sollte das Baulos 1 Timișoara – Lugoj bis 2013 fertiggestellt werden, wurde im Dezember 2015 dem Verkehr freigegeben. Auch die Bauarbeiten an Baulos 1 für Lugoj – Deva sollten am 10. April 2013 abgeschlossen sein, wurden allerdings zu Weihnachten 2013 fertig. Zwei weitere Baulose im Abschnitt Lugoj – Deva sollen voraussichtlich 2018 und ein letzter 2020 eröffnet werden. Im März 2012 sollte der Abschnitt Sibiu – Pitești als PPP ausgeschrieben werden.
Zusätzlich soll die A3 von Suplacu de Barcău bis zur rumänischen Staatsgrenze bei Borș geführt werden, wo sie an die ungarische M4 anschließen wird. Der Abschnitt Borș – Suplacu de Barcău sollte bis 2013 für den Verkehr geöffnet werden, eine Fertigstellung ist noch unbekannt. Der Abschnitt Gilău – Nădășelu (ca. 8 km) soll im Herbst 2017 freigegeben werden, um die Westumfahrung von Cluj-Napoca (Klausenburg) zu ermöglichen. Aufgrund von Verzögerungen am Bau wird die A3 von Comarnic nach Brașov (Kronstadt) voraussichtlich nicht vor 2030 fertiggestellt werden. Die Bauarbeiten am Abschnitt Ploiești – Brașov werden nicht vor 2026/27 beginnen können.
Die erste komplett fertiggestellte Autobahn ist die A2 von Bukarest nach Constanța am Schwarzen Meer, wo sie an die dortige Umfahrung anschließen wird. Weitere 4 km der A4, vom Dreieck mit der A2 bis zur Nationalstraße 3, wurden am 25. September 2011 eröffnet. Die Moldauautobahn A7 (ursprünglich als A5 geplant) sollte mit der Umfahrung von Bacău als ersten Abschnitt begonnen werden.
Weitere Planungen zum Bau von etwa 1300 Kilometer Autobahn, zu einem geschätzten Preis von etwa 13.739,17 Mio. Euro, plant das rumänische Ministerium für Transport und Infrastruktur.

## Liste der Autobahnen
| Nummer      | Bezeichnung                     | Verlauf | Gesamtlänge | in Betrieb | in Bau |
| ----------- | ------------------------------- | --- | ----------- | ---------- | ------ |
| A0          | Autostrada Centura București    | Autobahnring von Bukarest                                                                                           | 72,5 km     | 72,5 km    | 0 km   |
| A1          |                                 | Bukarest – Pitești – Hermannstadt – Deva – Timișoara − Arad – Nădlac (ungarische Grenze) –                          | 581 km      | 458 km     | 123 km |
| A2          | Autostrada Soarelui             | Bukarest – Fetești – Cernavodă – Constanța                                                                          | 203 km      | 203 km     | 0 km   |
| A3          | Autostrada Transilvania         | Bukarest – Ploiești – Brașov – Sighișoara – Târgu Mureș − Cluj-Napoca – Zalău – Oradea – Borș (ungarische Grenze) – | 606 km      | 203 km     | 69 km  |
| A4          |                                 | Constanța – Vama Veche (bulgarische Grenze) –                                                                       | 82 km       | 22 km      | 0 km   |
| A5          |                                 | București – Giurgiu                                                                                                 | 51 km       | 0 km       | 0 km   |
| A6          |                                 | Lugoj – Caransebeș – Orșova – Drobeta Turnu Severin − Craiova − Calafat (bulgarische Grenze) –                      | ~260 km     | 11 km      | 0 km   |
| A7          | Autostrada Moldovei             | Ploiești – Buzău – Focșani – Bacău – Roman − Pașcani – Suceava – Siret (ukrainische Grenze) –                       | 453 km      | 16 km      | 319 km |
| A8          | Autostrada Unirii               | Târgu Mureș – Sovata – Ditrău – Târgu Neamț − Pașcani – Iași – Ungheni (moldauische Grenze) –                       | 304 km      | 0 km       | 30 km  |
| A9          | Autostrada Timișoara – Moravița | Timișoara – Moravița (serbische Grenze) –                                                                           | 73 km       | 0 km       | 0 km   |
| A10         | Autostrada Sebeș – Turda        | Sebeș – Alba Iulia – Turda                                                                                          | 70 km       | 70 km      | 0 km   |
| A11         |                                 | Arad-West – Arad | 3 km        | 3 km       | 0 km   |
| A13         |                                 | Tălmaciu – Făgăraș                                                                                                  | 68 km       | 0 km       | 68 km  |
|             | Drum Expres 12                  | Craiova – Pitești                                                                                                   | 121 km      | 108 km     | 13 km  |
| Gesamtlänge | Gesamtlänge                     | Gesamtlänge | ca. 3000 km | 1148 km    | 670 km |